# Język minbei
Język minbei, min bei (min północny) – język lub grupa blisko spokrewnionych języków (dialektów) używanych w północnej części prowincji Fujian na południu Chin. Min (閩) to krótka nazwa prowincji, a bei znaczy „północ”. Kilkanaście tysięcy osób (2004) używa tego języka w Singapurze.
Język minbei należy do grupy min w ramach języków chińskich.